# Elettromotrici della linea 2 della metropolitana di Milano
Le elettromotrici della linea 2 della metropolitana di Milano, conosciute anche come "Tradizionali" erano delle elettromotrici di tipo metropolitano in servizio sulla Linea 2.
Furono costruite in 4 diverse serie (divise in 6 lotti) dal 1970 al 1991.

## Differenze tra i vari lotti
Lotti 1-3 (1970-1975): motrici serie 300/400 e rimorchiate serie 2100/2500
- Tre porte per lato, due finestre ogni porta, seduta trasversale, veletta standard, cassa con nervature, ad eccezione della motrice 311, incendiata e ricostruita con le caratteristiche delle vetture del 5º lotto.
- Azionamento reostatico, carrelli bimotori.
- Alcuni treni revampizzati sono dotati di velette a LED.

Lotto 4 (1981): motrici serie 400 e rimorchiate serie 2500
- Tre porte per lato, due finestre ogni porta, seduta trasversale, veletta standard, cassa con nervature.
- Azionamento reostatico, carrelli bimotori.
- Con il revamping sono stati dotati di intercomunicazione e porte elettriche. Successivamente anche di velette a LED.

Lotto 5 (1985): motrici serie 300 e rimorchiate serie 2110
- Quattro porte per lato, seduta longitudinale, veletta standard, cassa liscia.
- Azionamento reostatico, carrelli monomotore.

Lotto 5 "Inverter" (1987): motrici serie 500 e rimorchiate serie 3000
- Quattro porte per lato, seduta longitudinale, veletta larga a dot-matrix, cassa liscia.
- Azionamento a Inverter GTO-VVVF prodotti da TIBB, Parizzi e Ansaldo, carrelli monomotore.
- Con il revamping sono stati dotati di inverter prodotti da ABB, aria condizionata, intercomunicazione e velette a LED.

Lotto 6 (1991): motrici serie 300 e rimorchiate serie 2110
- Quattro porte per lato, seduta longitudinale, veletta larga a dot-matrix, cassa liscia.
- Azionamento reostatico, carrelli bimomotori.

## Caratteristiche tecniche
Sono elettromotrici reostatiche: la progressiva accelerazione viene eseguita tramite l'esclusione di un reostato e il cambio di combinazione da serie a parallelo dei motori.
Tale accelerazione è gestita da un avviatore automatico elettrico Marelli gestito dal controller a 5 posizioni (0 - Manovra - Serie - Parallelo - Campo Ridotto) situato in cabina.
I motori sono a corrente continua (con commutazione a spazzole) del tipo GLM 1381K (TIBB) per le Serie 300/400, tipo 4ELH3258-DGM4/43/15q (TIBB-Socimi) per il 5º Lotto e tipo T4EBG2740 (ABB) per il 6º lotto (entrambi parte della Serie 300).
I treni Serie 500 "Inverter" non utilizzano gli azionamenti reostatici, ma un inverter IGBT-VVVF prodotto dall'ABB e dei motori in corrente alternata trifase tipo 6ELA2563-MTA-A4 prodotti da TIBB e Ansaldo.
Tutti i treni sono dotati di carrelli bimotori, con l'eccezione dei treni del 5º lotto e sperimentalmente delle motrici 307 e 308, che hanno carrelli monomotori.
La frenatura di servizio è elettropneumatica (senza recupero di energia), mentre per la frenatura d'emergenza si usano dei pattini elettromagnetici posizionati sui carrelli.
Insieme alle rispettive rimorchiate, le elettromotrici formano delle "Unità di Trazione" (UdT) a composizione bloccata di tre elementi (M + R + M). 
Normalmente, un treno si compone di 2 UdT (6 elementi in composizione M+R+M + M+R+M). 
Inizialmente, nei momenti di scarsa affluenza, circolavano anche UdT singole. 
Complessivamente furono costruite 176 elettromotrici e 88 rimorchiate, per un totale di 88 unità di trazione, che formano 44 treni.
Le motrici serie 300 e 400 sono compatibili tra di loro, e possono sostituirsi a vicenda in caso di guasto o altra necessità.

## Tabella dei lotti
| Lotto               | Anno    | Numerazione | Tipo | Quantità | Costruttore          | Radiazione     | Note    |
| ------------------- | ------- | ----------- | ---- | -------- | -------------------- | -------------- | ------- |
| 1º lotto            | 1970-71 | 401 ÷ 420   | M    | 20       | Breda                | Luglio 2018    | 3 porte |
| 1º lotto            | 1970-71 | 301 ÷ 320   | M    | 20       | OM                   | Luglio 2018    | 3 porte |
| 1º lotto            | 1970-71 | 2101 ÷ 2113 | R    | 13       | OM                   | Luglio 2018    | 3 porte |
| 2º lotto            | 1970-71 | 321 ÷ 327   | M    | 7        | OM                   | Marzo 2019     | 3 porte |
| 2º lotto            | 1970-71 | 421 ÷ 427   | M    | 7        | Breda                | Marzo 2019     | 3 porte |
| 2º lotto            | 1970-71 | 2501 ÷ 2514 | R    | 14       | Breda                | Marzo 2019     | 3 porte |
| 3º lotto            | 1975    | 428 ÷ 461   | M    | 34       | Breda                | Marzo 2019     | 3 porte |
| 3º lotto            | 1975    | 2515 ÷ 2531 | R    | 17       | Breda                | Marzo 2019     | 3 porte |
| 4º lotto            | 1981    | 462 ÷ 469   | M    | 8        | Breda                | Settembre 2019 | 3 porte |
| 4º lotto            | 1981    | 2532 ÷ 2535 | R    | 4        | Breda                | Settembre 2019 | 3 porte |
| 5º lotto            | 1985    | 328 ÷ 355   | M    | 28       | Fiat                 | Novembre 2020  | 4 porte |
| 5º lotto            | 1985    | 2114 ÷ 2127 | R    | 14       | Fiat                 | Novembre 2020  | 4 porte |
| 5º lotto "inverter" | 1987    | 501 ÷ 512   | M    | 12       | Fiat, Socimi         | Estate 2019    | 4 porte |
| 5º lotto "inverter" | 1987    | 3001 ÷ 3006 | R    | 6        | Fiat, Socimi         | Estate 2019    | 4 porte |
| 6º lotto            | 1991    | 356 ÷ 395   | M    | 40       | Stanga, Socimi, Fiat | Novembre 2018  | 4 porte |
| 6º lotto            | 1991    | 2128 ÷ 2147 | R    | 20       | Stanga, Socimi, Fiat | Novembre 2018  | 4 porte |

## Storia

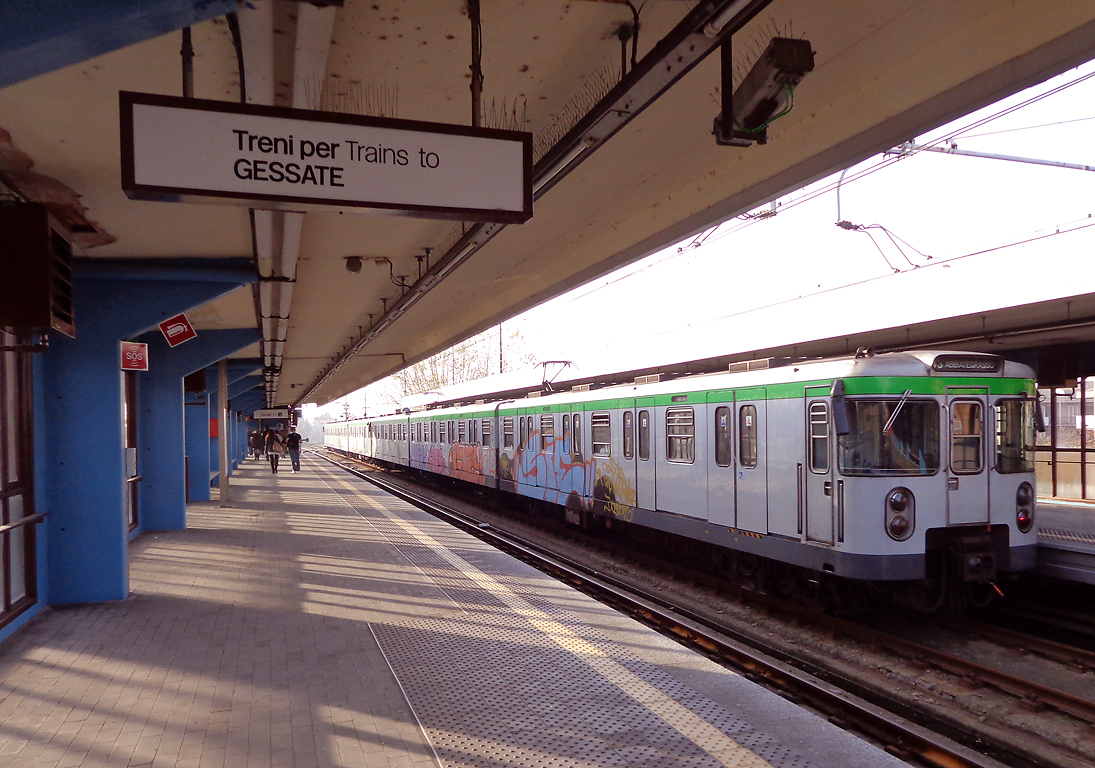
Treno del 5º lotto (notare la veletta di dimensioni standard) a quattro porte e in livrea originale fermo a Cassina De' Pecchi nel 2012

Inizialmente previsti per entrare in servizio nel 1969, alcuni ritardi nella loro consegna fecero sì che per l'esercizio della linea 2 (aperta il 4 ottobre 1969) si dovettero utilizzare 6 treni della linea 1 in composizione di singola UdT (M+R+M).
I treni della linea 2 entrarono in servizio nel 1970 e progressivamente sostituirono i 6 treni della linea 1, finché l'8 novembre 1971, l'ultimo dei treni trasferiti tornò sulla linea originale.
Basati sui treni della Linea 1, ne riprendono l'aspetto, ma con sostanziali differenze: per via della natura quasi suburbana della linea 2, vennero progettati con un maggior numero di posti seduti rispetto ai treni della Linea 1 e per fare spazio a questi (che erano disposti trasversalmente) si decise di utilizzare un minor numero di porte di accesso per lato (3 invece che 4).
Oltre a questo, nella costruzione si passò dall'utilizzo dell'acciaio alla lega leggera, si cambiò il pantografo (da simmetrico a rombo ad asimmetrico monobraccio) e la posizione di quest'ultimo (dal lato cabina al lato intercomunicante) e il tipo di fari (da sporgenti a rientrati). L’uso di un materiale inossidabile permise di non dipingere l’intera livrea dei treni, come avvenuto fino a quel momento e anche successivamente. La livrea “argentata” dei treni della linea M2 rappresenta una breve parentesi per la metropolitana milanese; in altre reti metropolitane, come a Londra fino agli anni ‘90 e a New York ancora oggi, livree simili sono state mantenute molto più a lungo e in maniera più estesa.

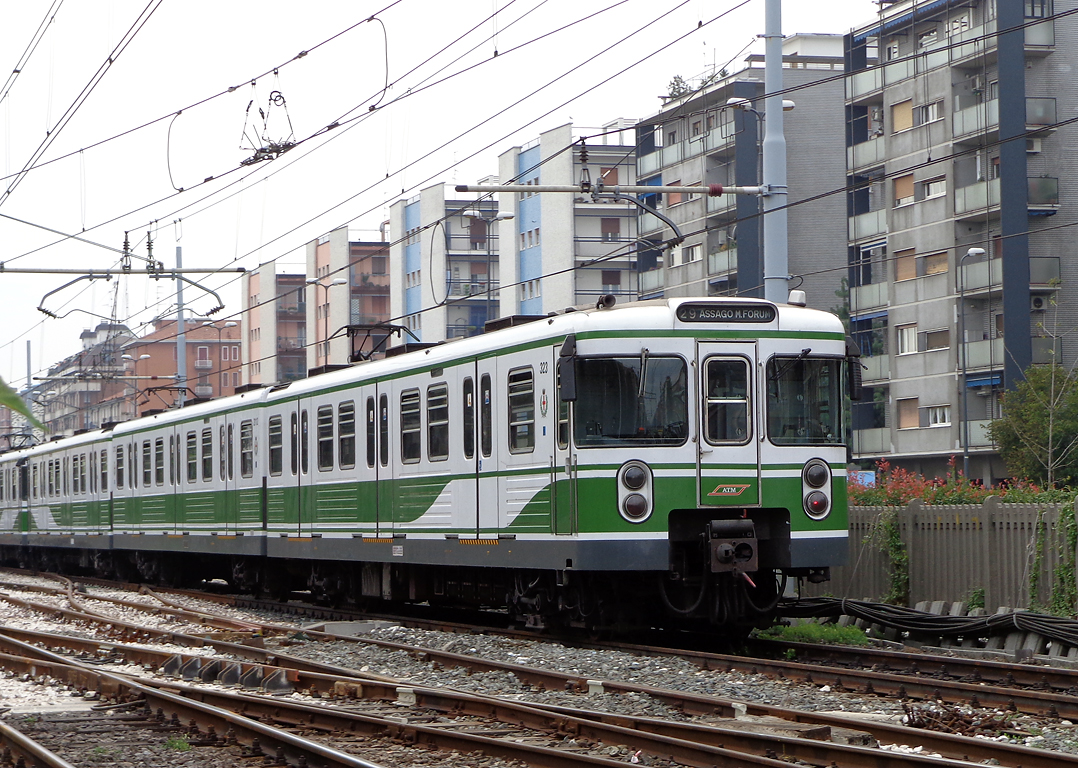
Serie 300 (unità 323, 2º lotto, 1970-1971) tra le stazioni di Cimiano e Crescenzago nella nuova livrea applicata a partire dal 2011 (foto del 2012)

Indistintamente divise tra 1º e 2º lotto, 54 motrici delle Serie 300 e 400 e 27 rimorchiate della Serie 2500 furono consegnate tra il 1970 e il 1971, andanti a costituire un parco di 27 UdT da 3 elementi M+R+M.
In occasione del prolungamento da Garibaldi FS a Cadorna (aperto nel 1978), nel 1975 furono ordinate ulteriori 17 UdT (3º lotto).
Nel 1981, con l'inaugurazione della diramazione da Cascina Gobba a Cologno Nord, entrarono in servizio i treni del 4º lotto per un totale di 4 UdT.
Nel 1985, con l'apertura simultanea dei prolungamenti da Gorgonzola a Gessate e da Porta Genova a Romolo, entrarono in servizio i treni del 5º lotto.
Dato che la Linea 2 aveva ormai perso il suo carattere suburbano, non si ritenne più necessario l'utilizzo di treni con 3 porte e seduta trasversale, pertanto i nuovi treni del 5º lotto (14 UdT- 7 convogli consegnati nel 1985) tornarono alle 4 porte e alla seduta longitudinale.
Nel 1987 furono costruiti dalla Fiat e dalla Socimi tre treni sperimentali (6 UdT da 3 elementi), dotati di avviamenti elettronici ad inverter GTO-VVVF rispettivamente di TIBB, Parizzi e Ansaldo, ma mantenendo tutto il resto (cassa, pantografi, interni, carrelli, porte...) identico ai treni del 5º lotto ad avviamento reostatico, consegnati due anni prima. 
Tali treni servirono come prototipi per testare l'azionamento a inverter, destinato ad essere utilizzato sui treni della Linea 3, all'epoca in costruzione. Accantonati nel 2002 nei depositi di Famagosta (Linea 2) e Rogoredo (Linea 3), sono stati rimessi in servizio nel 2004 con una revisione completa che ha comportato l'adozione di una nuova livrea con un vistoso baffo rosso sul frontale, nuove velette a led, intercomunicanti, aria condizionata nonché la sostituzione degli inverter sperimentali con apparecchi definitivi, analoghi a quelli introdotti sui treni della linea 3.
Col prolungamento da Romolo a Famagosta (aperto nel 1994), nel 1991 fu introdotto l'ultimo lotto dei treni reostatici: il 6°, con caratteristiche identiche ai treni del 5º lotto.
Nel 2003, le 4 UdT del 4º lotto furono modificate con l'aggiunta di intercomunicanti, la rimozione dei sedili posti a due file perpendicolari al senso di marcia e nuove porte elettriche, già sperimentate sulla motrice 422, con conseguente eliminazione delle precedenti porte pneumatiche.
Dal 2011 quasi tutti i treni subirono delle operazioni di revamp: nuova livrea bianco-verde e nuovi interni (alcuni treni dei lotti 1-3, tutti i treni dei lotti seguenti ad eccezione del 5º lotto "Inverter"), nuove velette e gruppi ottici a led (4º e 5º lotto) e rimozione delle bagagliere per i treni che ne erano dotati (1º-4º lotto). 
Tra il 2018 e il 2020, con l'entrata in servizio dei nuovi Leonardo, i convogli di tipo tradizionale sono stati accantonati, di modo da abbassare l'età media dei veicoli in uso; attualmente sulla linea sono in servizio soltanto treni di tipo Meneghino e Leonardo.

## Incidenti
Alle 9:45 del 26 settembre 2012, un treno diretto a Gessate tamponò a 14 km/h un treno del 5º lotto alla stazione di Gioia. Non vi furono né vittime né feriti gravi, solo 22 feriti lievi. La causa fu indicata come un malore serio del macchinista.
Il 6 ottobre 2017, la rimorchiata 2104 (1º lotto - OM, 1970) deraglia tra le stazioni di Udine e Cimiano alla velocità di circa 30 km/h subito dopo essere uscita dal tunnel. Anche qui non vi furono né vittime né feriti gravi, solo 22 feriti lievi. La causa fu indicata come un disallineamento del primo asse del terzo carrello del treno (primo della rimorchiata).

## Livree
Originariamente la livrea era completamente grigia, salvo per una sottile fascia verde (denotante la linea 2 della metropolitana) sopra i finestrini.
Questa livrea fu utilizzata su tutti i treni dal 1º al 5º lotto e del 6º lotto.
Nel 1987, con l'introduzione dei treni del 5º lotto "Inverter", arrivò anche una nuova livrea, simile a quella originale, ma con una fascia verde dai fari alla porta laterale della cabina e le porte passeggeri completamente verdi (in maniera simile alle MB100 della linea B metropolitana di Roma, in costruzione nello stesso anno, che avevano le porte blu).
Accantonati nel 2002, furono revampizzati e rimessi in servizio nel 2004 con una nuova livrea: la fascia sopra i finestrini fu mantenuta e fu aggiunta una fascia più spessa sotto i finestrini con il numero "2" ripetuto due volte (tra la prima e la seconda e tra la terza e la quarta porta passeggeri, in maniera simile ai treni "revamping" della linea 1), le porte abbandonarono la tinta unita per ritornare uniformi con il resto del treno.
Fu aggiunta inoltre una fascia rossa frontale tra la fascia verde inferiore e la fascia grigio scuro del fondocassa, mentre la tonalità di verde utilizzato divenne più brillante rispetto ai treni originali.
Le 4 UdT del 4º lotto revampizzate nel 2003 con l'aggiunta delle porte elettriche, ricevettero a loro volta una nuova livrea: si spostò la fascia verde da sopra a sotto i finestrini, e sul frontale la si curvò verso il basso, tangente alla porta frontale, fino a toccare la fascia grigia del sottocassa. Fu inoltre aggiunta una vistosissima "V" in rosso sul frontale.
Nel 2011, con l'apertura del prolungamento verso Assago Milanofiori Forum, i treni reostatici della linea 2 iniziarono ad essere ricolorati in una nuova livrea, completamente diversa dalle precedenti; si abbandonò il fondo grigio a favore di un brillante bianco, fu aggiunta una fascia verde scuro, interrotta da una sottile linea bianca, che vicino alla prima porta crea un disegno geometrico simile ad un trapezio con i lati obliqui curvi. La fascia sopra i finestrini fu mantenuta, ma ridotta di spessore e ricolorata nella stessa tonalità di verde del resto della livrea.
Tale livrea sostituì gradualmente le precedenti, ad eccezione di alcuni treni dei primi lotti che mantennero la livrea originale e dei treni del 5º lotto "Inverter".

## Curiosità
Un treno dei primi lotti diretto a Cadorna appare nelle scene iniziali del film Mani di velluto del 1979.